# University of Redlands
Die University of Redlands ist eine private Universität in Redlands im US-Bundesstaat Kalifornien. Der Hauptcampus umfasst 160 Acre (65 ha) und befindet sich in der Nähe des Stadtzentrums. Weitere Standorte befinden sich in Apple Valley, Burbank, Rancho Cucamonga; Riverside; Santa Ana, San Diego, Temecula und Torrance.

## Geschichte

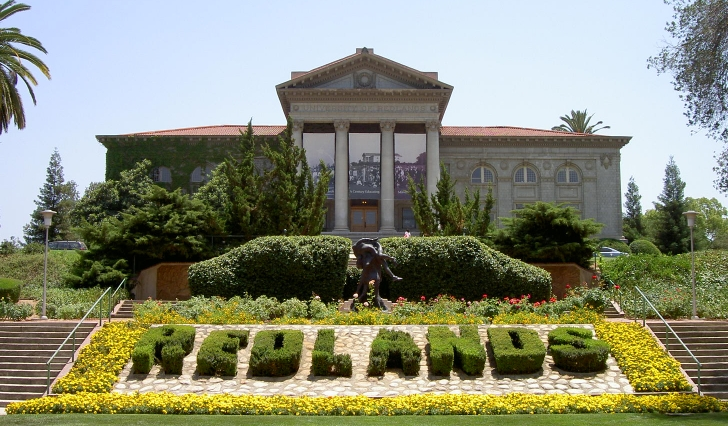
Verwaltungsgebäude der Universität

Die University of Redlands wurde 1907 durch eine Initiative der American Baptist Church gegründet. Pfarrer Jasper Newton Field wurde der erste Präsident. 1909 entstand das Verwaltungsgebäude und im Juni 1910 wurden die ersten drei Absolventen diplomiert. Weitere Präsidenten der Universität waren James R. Appleton (1987–2005 und 2010–2012), der Ökonom Stuart Dorsey (2005–2010) und der Arzt Ralph W. Kuncl (2012–2021). Seit 2022 ist Krista L. Newkirk die erste Präsidentin der Universität.

## Organisation
Das Studienangebot gliedert sich heute in fünf Bereiche:
- College of Arts and Sciences
- School of Education
- School of Business
- School of Music
- Johnston Center for Integrative Studies

Außerdem betreibt sie in Salzburg ein Zentrum für europäische Studien (Marketenderschlössl), und in Oaxaca, Mexiko,  ein Lehrzentrum für Geschichte und Kultur von Südmexiko und Westguatemala, wie auch Globalisierung und Tourismus.

## Zahlen zu den Studierenden, den Dozenten und zum Vermögen
Im Herbst 2021 waren 4.059 Studierende an der Universität von Redlands eingeschrieben. Im Herbst 2020 waren es 4.566. Davon strebten 2.842 (62,2 %) ihren ersten Studienabschluss an, sie waren also undergraduates. Von diesen waren 59 % weiblich und 41 % männlich; 6 % bezeichneten sich als asiatisch, 4 % als schwarz/afroamerikanisch, 41 % als Hispanic/Latino und 38 % als weiß. 1.724 (37,8 %) arbeiteten auf einen weiteren Abschluss hin, sie waren graduates. Die Zahl der Ehemaligen der Universität wird mit 50.000 angegeben. Es lehrten 543 Dozenten an der Universität, davon 214 in Vollzeit und 329 in Teilzeit.
2021 betrug der Wert des Stiftungsvermögens der Universität 259 Mio. US-Dollar, 2020 waren es 212 Mio. US-Dollar gewesen.